# Mladen Krstajić
Mladen Krstajić (Zenica, 1974. március 4. –) szerb válogatott labdarúgó, edző. 2017-től 2019-ig a szerb válogatott szövetségi kapitánya.

## Pályafutása

### Klubcsapatban
Krstajic a Čelik Zenica csapatában nevelkedett, majd a délszláv háború idején, 1992-ben igazolt a Zentához, egy év múlva pedig a Kikindához. Itt a másodosztályban játszott, de teljesítményével felhívta magára az ország két élcsapatának, a Partizannak és a Crvena zvezdának a figyelmét. Krstajic a Partizant választotta, és a fekete-fehérekkel három bajnoki címet valamint egy kupagyőzelmet ünnepelhetett. Ebben az időszakban a klubban nyújtott legemlékezetesebb mérkőzése az 1999–2000-es UEFA-bajnokok ligája sorozatban az NK Rijeka elleni találkozó volt, ahol hátvéd létére két góllal segítette 3-1-es győzelemhez csapatát.
2000 nyarán a német Bundesligába, a Werder Bremenhez igazolt. Négy szezont töltött a csapatnál, és a 2002-2003-as szezonban a bajnoki címet és a kupagyőzelmet is megszerezte csapatával. 2004-ben a Schalke 04 igazolta le. Krstajic itt öt idényen keresztül játszott, alapembere, majd csapatkapitánya lett a gelsenkircheni klubnak. Összesen kilenc szezont játszott a német élvonalban, ez idő alatt 243 találkozón tizennyolc gólt szerzett és a liga egyik legjobb hátvédjévé vált. 
2009-ben visszatért a Partizanhoz, ahol újabb bajnoki címet és a kupagyőzelmet szerzett.

### A válogatottban
A jugoszláv és a szerb színeket 59 alkalommal képviselte, két gólt szerzett címeres mezben.  1999. szeptember 5-én debütált a válogatottban. Tagja volt a 2006-os labdarúgó-világbajnokságon szereplő csapatnak. A selejtezősorozatban a Nemanja Vidic, Mladen Krstajic, Goran Gavrancic és Ivica Dragutinovic hátvédsor összesen egy gólt engedélyezett az ellenfél játékosainak. A csoportkörös kiesést követően lemondta a válogatottságot, de Javier Clemente meggyőzte a folytatásról és egészen a 2010-es világbajnoki selejtezők végéig segítette az akkor már önálló szerb csapatot.

### Edzőként
2011 nyarán a Partizan sportigazgatója lett, majd 2015-ben a bosnyák Radnik Bijeljina elnöke. 2016-ban a szerb válogatott mellé került mint pályaedző, majd 2017-ben ő lett a szövetségi kapitány, és irányításával a válogatott kijutott a 2018-as labdarúgó-világbajnokságra. 2019 júniusában menesztették posztjáról, miután a szerb válogatott Európa-bajnoki selejtezőn 5–0-s vereséget szenvedett Ukrajnától. 2021 januárjától a Topolyai SC vezetőedzője lett.

## Sikerei, díjai

### Klub
Partizan
- Szerb bajnok: 1995–96, 1996–97, 1998–99, 2009–10,[10] 2010–11[10]
- Szerb kupagyőztes: 1997–98, 2010–11[10]

Werder Bremen
- Német bajnok: 2003–04
- Német kupagyőztes: 2003–04

Schalke 04
- DFB-Ligakupa-győztes: 2005

## Játékos statisztikái

### Klub
| Klub             | Szezon           | League          | League | Kupa            | Kupa  | Ligakupa        | Ligakupa | Európai         | Európai | Összesen        | Összesen |
| Klub             | Szezon           | Pályára lépések | Gólok  | Pályára lépések | Gólok | Pályára lépések | Gólok    | Pályára lépések | Gólok   | Pályára lépések | Gólok    |
| ---------------- | ---------------- | --------------- | ------ | --------------- | ----- | --------------- | -------- | --------------- | ------- | --------------- | -------- |
| Partizan         | 1995–96          | 6               | 1      |                 |       | –               | –        |                 |         | 6               | 1        |
| Partizan         | 1996–97          | 11              | 0      |                 |       | –               | –        |                 |         | 11              | 0        |
| Partizan         | 1997–98          | 21              | 4      |                 |       | –               | –        |                 |         | 21              | 4        |
| Partizan         | 1998–99          | 17              | 0      |                 |       | –               | –        |                 |         | 17              | 0        |
| Partizan         | 1999–00          | 29              | 2      | 2               | 0     | –               | –        | 6               | 2       | 37              | 4        |
| Partizan         | Összesen         | 84              | 7      | 2               | 0     | –               | –        | 6               | 2       | 92              | 9        |
| Werder Bremen    | 2000–01          | 25              | 2      | 2               | 0     | 0               | 0        | 5               | 0       | 32              | 2        |
| Werder Bremen    | 2001–02          | 26              | 2      | 2               | 0     | 0               | 0        | 2               | 0       | 30              | 2        |
| Werder Bremen    | 2002–03          | 31              | 4      | 5               | 0     | 1               | 0        | 4               | 1       | 41              | 5        |
| Werder Bremen    | 2003–04          | 30              | 3      | 5               | 0     | 0               | 0        | 4               | 0       | 39              | 3        |
| Werder Bremen    | összesen         | 112             | 11     | 14              | 0     | 1               | 0        | 15              | 1       | 142             | 12       |
| Schalke 04       | 2004–05          | 28              | 1      | 5               | 1     | 0               | 0        | 12              | 1       | 45              | 3        |
| Schalke 04       | 2005–06          | 29              | 2      | 1               | 0     | 2               | 0        | 12              | 0       | 44              | 2        |
| Schalke 04       | 2006–07          | 27              | 1      | 2               | 0     | 0               | 0        | 0               | 0       | 29              | 1        |
| Schalke 04       | 2007–08          | 23              | 2      | 2               | 0     | 3               | 0        | 6               | 0       | 34              | 2        |
| Schalke 04       | 2008–09          | 24              | 1      | 3               | 0     | –               | –        | 4               | 0       | 31              | 1        |
| Schalke 04       | összesen         | 131             | 7      | 13              | 1     | 5               | 0        | 34              | 1       | 183             | 9        |
| Partizan         | 2009–10          | 22              | 2      | 1               | 0     | –               | –        | 9               | 2       | 32              | 4        |
| Partizan         | 2010–11          | 21              | 1      | 4               | 0     | –               | –        | 12              | 0       | 37              | 1        |
| Partizan         | összesen         | 43              | 3      | 5               | 0     | –               | –        | 21              | 2       | 69              | 5        |
| Karrier összesen | Karrier összesen | 370             | 28     | 34              | 1     | 6               | 0        | 76              | 6       | 486             | 35       |

### A válogatottban
| Jugoszlávia majd Szerbia és Montenegró majd Szerbia | Jugoszlávia majd Szerbia és Montenegró majd Szerbia | Jugoszlávia majd Szerbia és Montenegró majd Szerbia |
| Év                                                  | Pályára lépések                                     | Gólok                                               |
| --------------------------------------------------- | --------------------------------------------------- | --------------------------------------------------- |
| 1999                                                | 2                                                   | 0                                                   |
| 2000                                                | 5                                                   | 0                                                   |
| 2001                                                | 5                                                   | 1                                                   |
| 2002                                                | 11                                                  | 1                                                   |
| 2003                                                | 7                                                   | 0                                                   |
| 2004                                                | 5                                                   | 0                                                   |
| 2005                                                | 8                                                   | 0                                                   |
| 2006                                                | 10                                                  | 0                                                   |
| 2007                                                | 4                                                   | 0                                                   |
| 2008                                                | 2                                                   | 0                                                   |
| összesen                                            | 59                                                  | 2                                                   |

### Góljai a válogatottban
| #  | Dátum               | Helyszín  | Ellenfél            | Gól | Végeredmény | Verseny                          |
| -- | ------------------- | --------- | ------------------- | --- | ----------- | -------------------------------- |
| 1. | 2001. szeptember 1. | Bázel     | Svájc               | 1:2 | 1:2         | 2002-es világbajnokság-selejtező |
| 2. | 2002. augusztus 21. | Szarajevó | Bosznia-Hercegovina | 0:1 | 0:2         | Barátságos mérkőzés              |

## Edzői statisztikái
2018. november 20-án lett frissítve.
| Csapat   | Nemzet   | –tól           | –ig       | Mérleg     | Mérleg | Mérleg | Mérleg | Mérleg | Mérleg | Mérleg | Mérleg |
| M        | GY       | D              | V         | Győzelem % | RG     | KG     | +/-    |        |        |        |        |
| -------- | -------- | -------------- | --------- | ---------- | ------ | ------ | ------ | ------ | ------ | ------ | ------ |
| Szerbia  | SRB      | 2017. október. | Jelenlegi | 15         | 8      | 3      | 4      | 53.33  | 24     | 13     | +12    |
| összesen | összesen | összesen       | összesen  | 15         | 8      | 3      | 4      | 53.33  | 24     | 13     | +12    |

### Mérkőzései a Szerb válogatott szövetségi kapitányaként
| Mladen Krstajić mérkőzései a Szerbia szövetségi kapitányaként | Mladen Krstajić mérkőzései a Szerbia szövetségi kapitányaként | Mladen Krstajić mérkőzései a Szerbia szövetségi kapitányaként | Mladen Krstajić mérkőzései a Szerbia szövetségi kapitányaként | Mladen Krstajić mérkőzései a Szerbia szövetségi kapitányaként | Mladen Krstajić mérkőzései a Szerbia szövetségi kapitányaként |
| #                                                             | Dátum                                                         | Házigazda                                                     | Eredmény                                                      | Vendég                                                        | Verseny                                                       |
| ------------------------------------------------------------- | ------------------------------------------------------------- | ------------------------------------------------------------- | ------------------------------------------------------------- | ------------------------------------------------------------- | ------------------------------------------------------------- |
| 1                                                             | 2017. november 14.                                            | Dél-Korea                                                     | 1 − 1                                                         | Szlovákia                                                     | Barátságos mérkőzés                                           |
| 2                                                             | 2018. március 23.                                             | Szerbia                                                       | 1 − 2                                                         | Marokkó                                                       | Barátságos mérkőzés                                           |
| 3                                                             | 2018. március 27.                                             | Nigéria                                                       | 0 − 2                                                         | Szerbia                                                       | Barátságos mérkőzés                                           |
| 4                                                             | 2018. június 4.                                               | Szerbia                                                       | 0 − 1                                                         | Chile                                                         | Barátságos mérkőzés                                           |
| 5                                                             | 2018. június 9.                                               | Szerbia                                                       | 5 − 1                                                         | Bolívia                                                       | Barátságos mérkőzés                                           |